# Марінат Олексій Романович
Олексій Романович Марінат (рум. Alexei Marinat; нар. 24 травня 1924 — пом. 17 травня 2009) — молдовський письменник, драматург і публіцист.

## Життєпис
Народився 24 травня 1924 року в селі Валегоцулівці (нині Ананьївський район Одеської області). Молдованин.
У липні 1944 року призваний Валегоцулівським РВК до лав Червоної армії. Учасник німецько-радянської війни з 1944 року. Обіймав посаду розвідника-спостерігача батареї управління 2-ї окремої винищувально-протитанкової артилерійської Уманської Червонопрапорної бригади на 2-у Українському фронті, рядовий.
По закінченні війни вступив до Кишинівського державного педагогічного інституту. Тоді ж почав вести щоденник, де занотовував свої враження від повоєнної радянської дійсності. У травні 1947 року за доносом сусіда по кімнаті був заарештований і засуджений до 10 років ув'язнення в сибірських таборах. Достроково звільнений за рішенням суду 5 листопада 1955 року.
Літературну діяльність розпочав у 1955 році. У 1959 році закінчив Кишинівський державний педагогічний інститут імені Іона Крянге.
Після здобуття Молдовою незалежності, став одним з письменників, які підтримали національне відродження в Республіці Молдова та повернення до латинської абетки.
Мешкав у Кишиневі, де й помер 17 травня 2009 року.

## Основні твори
- «Zările ne cheamă» (укр. Нас зорі кличуть) — Кишинів, 1959;
- «Fata cu harţag» (укр. Сварлива дівчина) — Кишинів, 1962;
- «Urme pe prag» (укр. Сліди на порозі) — Кишинів, 1966;
- «Mesagerii» (укр. Вісники) — Кишинів, 1977;
- «Grădina dragostei» (укр. Сад любові) — Кишинів, 1980;
- «Scrieri alese» (укр. Вибрані твори) — Кишинів, 1991;
- «Eu şi lumea» (укр. Я і світ) — Кишинів, 1999;
- «Călătorii în jurul omului» (укр. Подорожі навколо людини) — Кишинів, 2004 — премія Спілки письменників Республіки Молдова.

## Нагороди і почесні звання
За участь в Другій світовій війні був нагороджений радянськими орденами Вітчизняної війни 2-го ступеня (11.03.1985), Червоної Зірки (30.04.1945) і медалями.
- Заслужений діяч літератури Молдови (1993).
- Кавалер ордена Республіки (1996).
- Лауреат Державної премії Молдови в галузі літератури і мистецтва (2000).
- Кавалер румунського ордена «За віддану службу»[ro] (01.12.2000) — за особливі заслуги в розвитку румунської культури в Республіці Молдова[2].